# Han Hyun-min
Han Hyun-min (en hangul, 한현민; en hanja, 韓炫旻; nacido el 19 de mayo de 2001 en Seúl) es un modelo y actor surcoreano de origen nigeriano, que ganó reconocimiento nacional al convertirse en el primer modelo de Corea del Sur de ascendencia africana en caminar por las pasarelas nacionales e internacionales.

## Biografía
Han nació en 2001 de padre nigeriano y madre surcoreana de la familia Han de Chungju. Se crio en el barrio de Itaewon de Seúl, donde residen muchos extranjeros en Corea del Sur, así como algunos de los empresarios surcoreanos más ricos.

### Carrera profesional
Una agencia de modelos descubrió a Han a través de Instagram a los 15 años cuando aún estaba en la escuela. Organizaron una reunión y se encontraron en una cafetería donde le pidieron que caminara y lo firmaron en el acto.

## Filmografía

### Cine
| Año  | Título          | Hangul | Papel | Notas          | Ref.  |
| ---- | --------------- | ------ | ----- | -------------- | ----- |
| 2022 | Entrega urgente | 특송   | Asif  | Rodada en 2019 | [ 3 ] |

### Series de televisión
| Año  | Título                       | Papel                      | Red     | Notas                | Ref.        |
| ---- | ---------------------------- | -------------------------- | ------- | -------------------- | ----------- |
| 2018 | Tale of Fairy                | Hada de intercambio etíope | tvN     | Cameo, episodio 16   | [ 4 ]       |
| 2019 | Hip Hop King - Nassna Street | Seo Ki-ha                  | SBS     |                      |             |
| 2021 | So Not Worth It              | Hyun-min                   | Netflix | Comedia de situación | [ 5 ] [ 6 ] |

### Vídeos musicales
| Year | Title        | Korean Title   | Artist      |
| ---- | ------------ | -------------- | ----------- |
| 2018 | "I Love You" | "난 널 사랑해" | Kim Bum Soo |
| 2019 | "Who I Am"   |                | NIve        |

### Espectáculos de televisión
| Año                                       | Título      | Papel | Notas                                                                                   |
| ----------------------------------------- | ----------- | ----- | --------------------------------------------------------------------------------------- |
| 2018 - 2019                               | Cool Kids   | JTBC  | Coanfitrión con Yoo Jae-suk, Kim Shin-young, Red Velvet Seulgi, Ahn Jung-hwan and Haon. |
| 4 de abril de 2019 - 4 de febrero de 2021 | M Countdown | Mnet  | Coanfitrión con Lee Dae-hwi.                                                            |